# Panama Hotel
Pour les articles homonymes, voir Panama (homonymie).
Le Panama Hotel est un hôtel américain à Seattle, dans l'État de Washington. Construit en 1910 par Sabro Ozasa, l'immeuble en briques qu'il occupe constitue un haut lieu de l'histoire des Nippo-Américains. Cet immeuble est inscrit au Registre national des lieux historiques et classé National Historic Landmark depuis le 20 mars 2006. C'est par ailleurs un National Treasure selon le National Trust for Historic Preservation.